# MMS
Služba multimediálních zpráv (zkratka MMS, anglicky Multimedia Messaging Service) je multimediální paralela k SMS. Pomocí MMS je možné posílat kromě textu i obrázky, audio a videoklipy, podobně jako e-mailem. Nástupcem MMS jsou RCS zprávy. Podpora MMS bude ukončena s vypnutím podpory 2G sítí.

## Charakteristika
MMS zprávy jsou přenášeny jako datový tok prostřednictvím datové technologie GPRS v GSM a novějších, jakým jsou např. CDMA u UMTS nebo EDGE. MMS zprávu lze v praxi posílat z telefonu na telefon, případně z telefonu do e-mailové schránky. A to buď okamžitým doručením nebo doručením s možností vyzvednutí zprávy, zpravidla v určitém časovém intervalu (v závislosti na službách telefonního operátora). Pro přenos obrázků se u MMS používají nejčastěji formáty GIF, PNG, JPEG. Pro přenos zvuku AMR nebo WAV a pro video MPEG-4.
Předchůdcem MMS byla technologie Sha-Mail, která umožňovala zasílání fotografií z jednoho mobilního telefonu na druhý. Byl představen japonskou firmou J-Phone v roce 2001.